# Rallye Sanremo 1985
Le Rallye Sanremo 1985 (27. Rallye San Remo), disputé du 30 septembre au 4 octobre 1985, est la cent-quarante-cinquième manche du championnat du monde des rallyes (WRC) courue depuis 1973, et la dixième manche du championnat du monde des rallyes 1985.

## Contexte avant la course

### Le championnat du monde
Ayant succédé en 1973 au championnat international des marques (en vigueur de 1970 à 1972), le championnat du monde des rallyes comprend généralement une douzaine manches, comprenant les plus célèbres épreuves routières internationales, telles le Rallye Monte-Carlo, le Safari ou le RAC Rally. Depuis 1979, le championnat des constructeurs a été doublé d'un championnat pilotes, ce dernier remplaçant l'éphémère Coupe des conducteurs, organisée à seulement deux reprises en 1977 et 1978. Le calendrier 1985 intègre douze manches pour l'attribution du titre de champion du monde des pilotes mais seulement onze sélectives pour le championnat des marques (le Rallye de Côte d'Ivoire en étant exclu). Les épreuves sont réservées aux catégories suivantes :
- Groupe N : voitures de grande production de série, ayant au minimum quatre places, fabriquées à au moins 5000 exemplaires en douze mois consécutifs ; modifications très limitées par rapport au modèle de série (bougies, amortisseurs).
- Groupe A : voitures de tourisme de grande production, fabriquées à au moins 5000 exemplaires en douze mois consécutifs, avec possibilité de modifications des pièces d'origine ; poids minimum fonction de la cylindrée.
- Groupe B : voitures de grand tourisme, fabriquées à au moins 200 exemplaires en douze mois consécutifs, avec possibilité de modifications des pièces d'origine (extension d'homologation portant sur 10% de la production[2]).

L'emprise de Peugeot sur le championnat 1985 (les 205 Turbo 16 ayant remporté sept des neuf courses disputées !) a permis au constructeur sochalien de s'assurer le titre mondial bien avant la fin de saison. Un succès complété par celui de Timo Salonen, sacré champion du monde après sa victoire au Rallye des 1000 lacs, sa cinquième de l'année, mais toutefois assombri par le grave accident survenu à son coéquipier Ari Vatanen en Argentine, le pilote finlandais, vertèbres touchées, devant subir une longue convalescence avant d'être en mesure de reprendre la compétition.

### L'épreuve
Les origines du Rallye Sanremo remontent à 1928, mais l'épreuve ne connut pas un grand succès et seulement deux éditions eurent lieu avant la Seconde Guerre mondiale. Ce n'est qu'en 1961, sous l'impulsion de deux présidents d'Automobile Clubs locaux, Ghino Longo et le professeur Specogna que cette compétition se déroulant sur la Riviera italienne renaquit, sous le nom de Rally dei Fiori, sous la forme d'une épreuve de régularité disputée sur route ouverte. Il fut intégré au calendrier du championnat d'Europe dès 1964, puis à celui du championnat du monde en 1973, ayant entre-temps adopté la formule du classement scratch (avec secteurs chronométrés sur routes fermées) et repris son appellation d'origine de Rallye Sanremo. S'étant imposée à douze reprises entre 1962 et 1983, la firme Lancia y détient le record de victoires.

## Le parcours
- départ : 30 septembre 1985 de San Remo
- arrivée : 4 octobre 1985 à San Remo

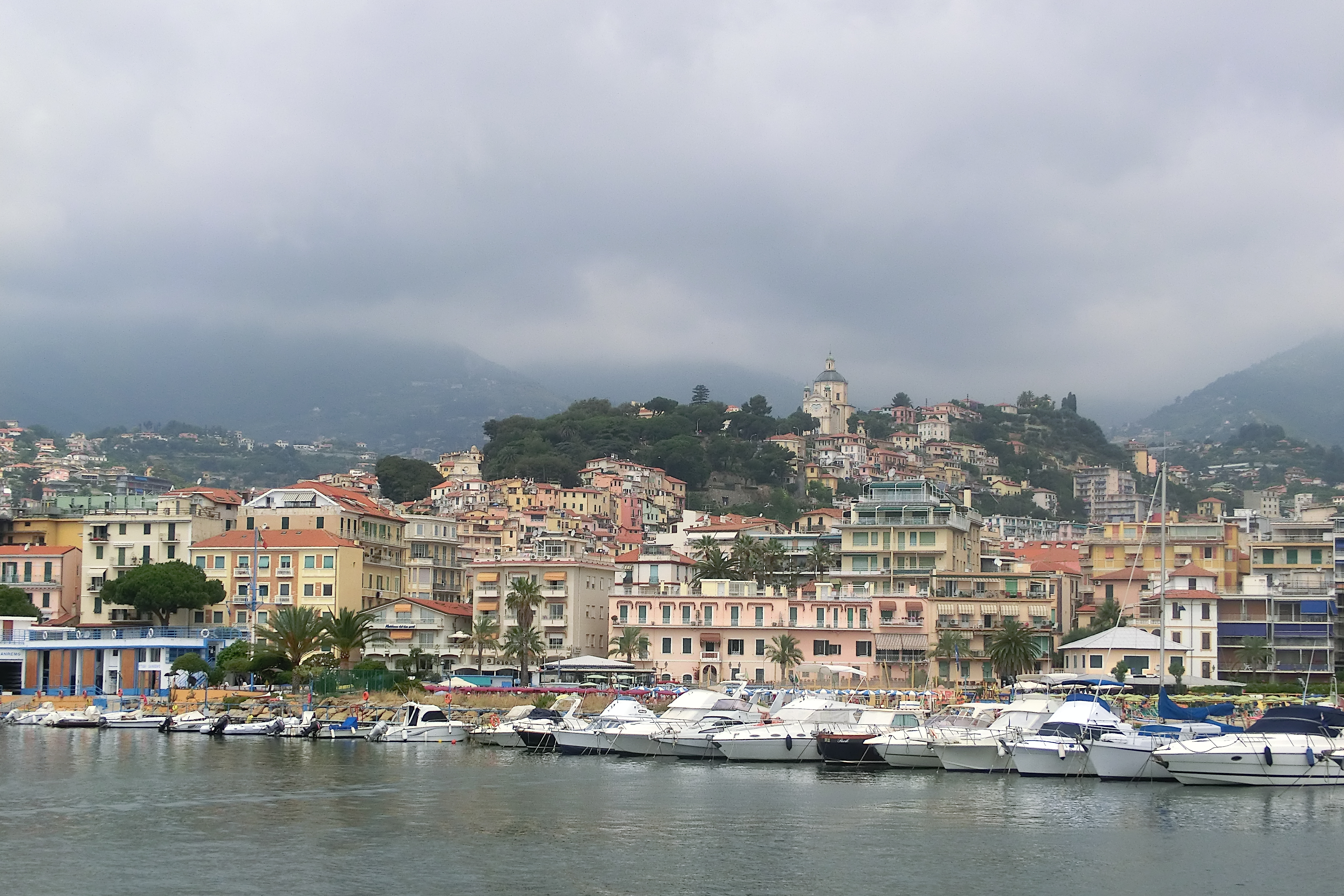
La ville touristique de San Remo, en Ligurie.

- distance : 2339 km, dont 650,56 km sur 43 épreuves spéciales (45 épreuves initialement prévues, pour un total de 696,90 km chronométrés)
- surface : asphalte (45%) et terre (55%)
- Parcours divisé en quatre étapes[4]

### Première étape
- San Remo - Borgomaro - Ponsacco - Volterra - Tirrenia, le 30 septembre
- distance : 618 km dont 111,27 sur 8 épreuves spéciales, 4 sur asphalte et 4 sur terre

### Deuxième étape
- Tirrenia - Casole d'Elsa - Montalcino - Sienne, le 1er octobre
- distance : 529 km dont 190,17 sur 15 épreuves spéciales, sur terre (16 épreuves initialement prévues, pour un total de 199,29 km chronométrés)

### Troisième étape
- Sienne - Monte San Savino - Pise - Gênes - San Remo, du 2 au 3 octobre
- distance : 773 km dont 139,22 sur 11 épreuves spéciales, sur terre

### Quatrième étape
- San Remo - Triora - San Remo, du 3 au 4 octobre
- distance : 419 km dont 209,90 sur 9 épreuves spéciales, sur asphalte (10 épreuves initialement prévues, pour un total de 247,12 km chronométrés)

## Les forces en présence
- Audi

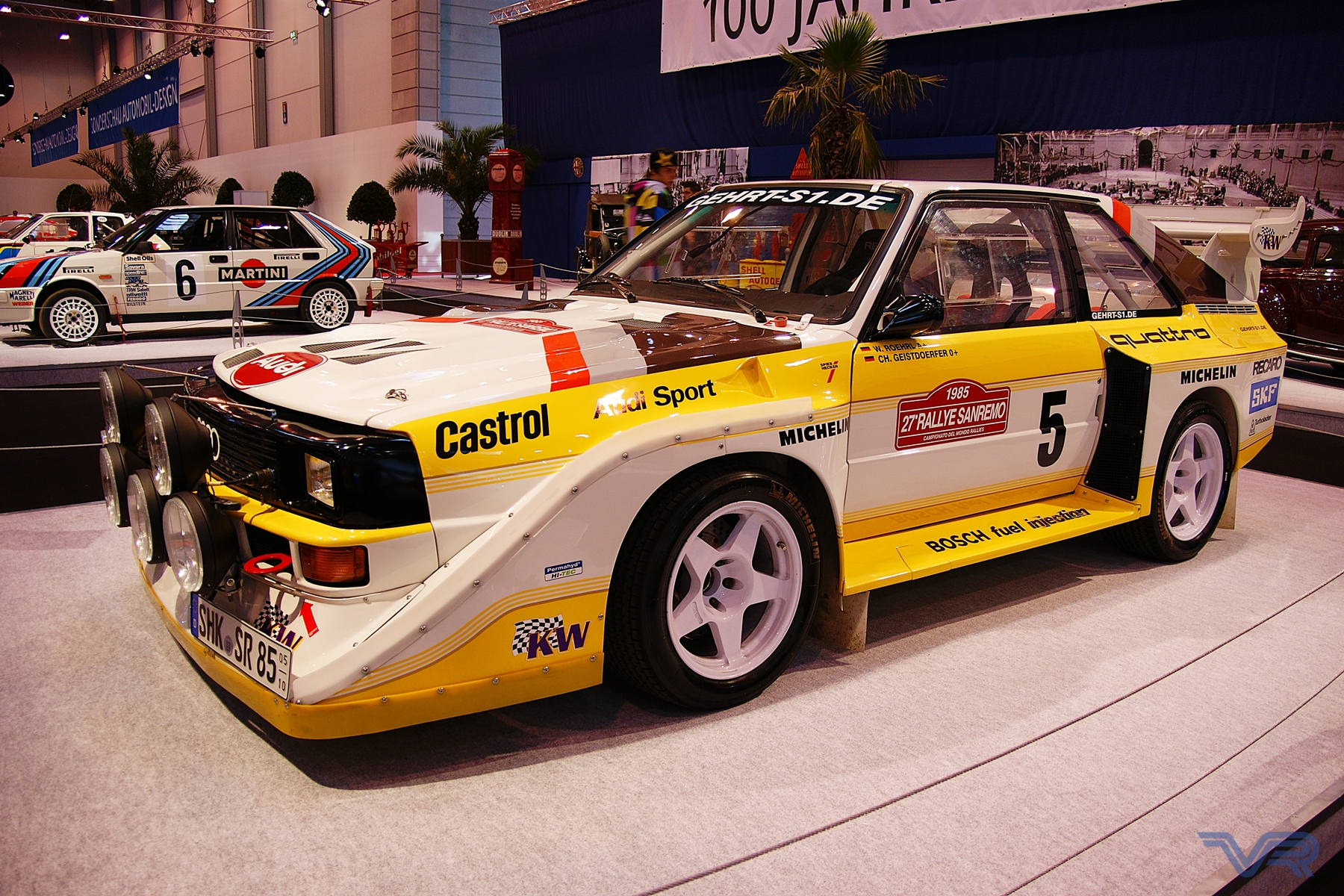
Une seule Audi Sport Quattro S1 sera au départ, aux mains de Walter Röhrl.

Le championnat du monde des constructeurs étant déjà acquis à Peugeot, Audi Sport a concentré ses efforts sur la préparation d'une seule Sport Quattro S1 groupe B, confiée à Walter Röhrl qui dispute pour la onzième fois l'épreuve italienne. Ayant perdu ses dernières chances de conserver son titre à l'issue du Rallye des mille lacs, Stig Blomqvist ne s'aligne donc pas au départ. La Quattro S1 est motorisée par un cinq cylindres en ligne de 2110 cm3, placé à l'avant. Doté d'une culasse à vingt soupapes et alimenté par un système d'injection électronique Bosch associé à un turbocompresseur KKK, il délivre 450 chevaux à 8000 tr/min, la puissance pouvant occasionnellement atteindre 500 chevaux en jouant sur la pression de suralimentation. Des modifications viennent d'être apportées à la transmission intégrale, le différentiel central étant maintenant de type Torsen, à glissement limité ; il peut être démonté pour les épreuves sur asphalte. Le constructeur allemand a également œuvré pour alléger son coupé, ramenant le poids à 1100 kg. Parmi les pilotes privés représentant la marque, on note la présence de l'ex-skieur autrichien Werner Grissmann sur une Quattro A2 groupe B (1150 kg, moteur avant cinq cylindres, 2121 cm3, turbo KKK, environ 350 chevaux, transmission intégrale) ainsi que celle du Gallois David Llewellin sur une berline 80 Quattro groupe A (moteur cinq cylindres atmosphérique de 2144 cm3, transmission intégrale, 190 chevaux). Les Audi utilisent des pneus Michelin.
- Lancia

La nouvelle Delta S4 à transmission intégrale n'étant pas encore homologuée en groupe B, les pilotes de la Scuderia Lancia doivent une nouvelle fois se résigner à prendre le départ au volant des berlinettes Rally 037 à deux roues motrices, apparues trois ans plus tôt. Deux exemplaires sont officiellement engagés pour Markku Alén et Henri Toivonen, le Jolly Club alignant de son côté deux modèles identiques pour Massimo Biasion et Dario Cerrato. Pesant 960 kg, les 037 sont dotées d'un moteur quatre cylindres de 2111 cm3, placé en position centrale arrière. Alimenté par un système d'injection mécanique Bosch Kugelfischer couplé à un compresseur volumétrique Abarth, il développe 330 chevaux à 8000 tr/min. Les Lancia sont chaussées de pneus Pirelli.
- Peugeot

Peugeot-Talbot Sport engage deux 205 Turbo 16 Évolution 2 (groupe B) pour Timo Salonen et Bruno Saby, ce dernier remplaçant Ari Vatanen, accidenté en Argentine. Pesant 950 kg, les 205 T16 sont équipées d'un moteur quatre cylindres en position centrale arrière, d'une cylindrée de 1775 cm3. Il est alimenté par un système d'injection électronique Bosch associé à un turbocompresseur Garrett taré à 2,6 bars, pour une puissance maximale de 450 chevaux à 7500 tr/min. Mesurant 3,83 mètres de long, elles se révèlent très agiles sur asphalte comme sur terre. En parallèle, Peugeot Italie engage une 205 T16 première version (environ 350 chevaux) pour Giovanni Del Zoppo. Les trois voitures sont chaussées de pneus Michelin.
- Ferrari

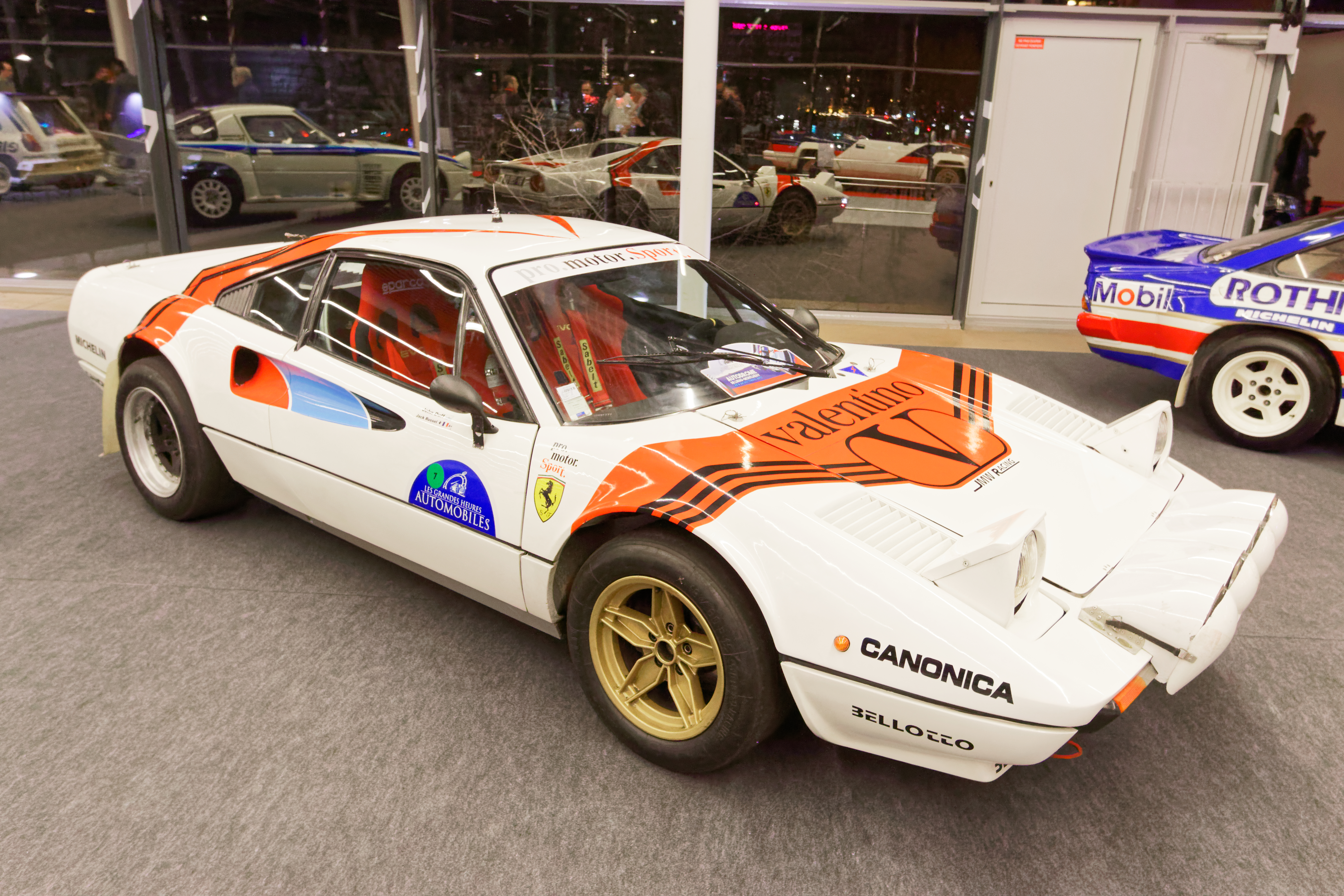
Une Ferrari 308 GTB groupe B semblable à celle de Massimo Ercolani.

Massimo Ercolani a engagé sa Ferrari 308 GTB groupe B. Cette berlinette de 980 kg est équipée d'un moteur V8 32 soupapes de 2927 cm3, placé en position centrale arrière. Alimenté par un système d'injection Bosch K-Jetronic, il développe 315 ch à 8000 tr/min. Ercolani utilise des pneus Pirelli.
- Opel

Le Monégasque «Tchine» ainsi que les pilotes locaux Giovanni Recordati et Giorgio Bernocchi participent à l'épreuve sur des Opel Manta 400 groupe B. Ces coupés à transmission classique pèsent environ une tonne. Leur moteur quatre cylindres de 2420 cm3, développé par Cosworth. Alimenté par deux carburateurs Weber double corps. La puissance disponible est de 275 chevaux à 7250 tr/min. La filiale allemande est également bien représentée en groupe A, avec onze Manta GT/E à moteur deux litres à injection (185 chevaux).
- Citroën

Quatre Citroën Visa 1000 Pistes groupe B (775 kg, transmission intégrale, moteur quatre cylindres de 1434 cm3, 145 chevaux à 6500 tr/min) sont au départ. Chaussées de pneus Michelin, elles sont aux mains de Carole Vergnaud, Gabriele Noberasco, Daniele Signori et Gianluigi Serena.
- Volkswagen

Jochi Kleint et Franz Wittmann disposent des deux Golf GTI groupe A préparées par Volkswagen Motorsport. Ces tractions pèsent 880 kg et sont motorisées par un quatre cylindres de 1781 cm3 à injection mécanique Bosch donné pour 170 chevaux. Elles utilisent des pneus Pirelli.
- Fiat

Principal adversaire de Volkswagen en groupe A, avec notamment la Fiat Ritmo Abarth 130 TC (traction, moteur deux litres) engagée par le Jolly Club pour Tiziano Chiti, le premier constructeur italien peut également viser la victoire en groupe N avec cinq Ritmo privées inscrites dans cette catégorie.

## Déroulement de la course

### Première étape

#### San Remo - Ponsacco

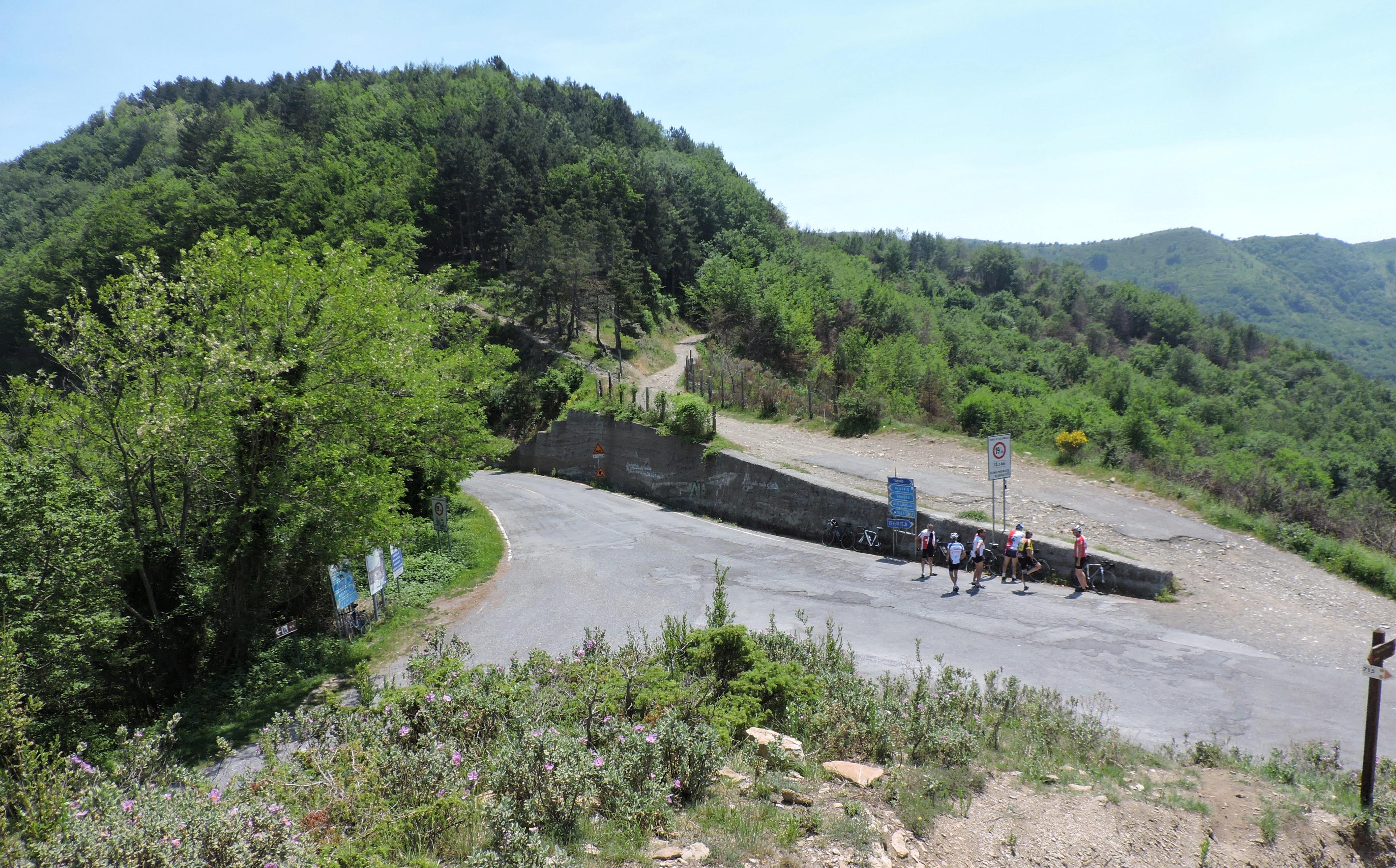
La montée du col de Ginestro, peu après Borgomaro, dernière épreuve sur asphalte de la journée.

Les équipages partent de San Remo le lundi matin, sous le soleil, pour une première partie d'étape sur asphalte, dans l'arrière-pays de la province d'Imperia.  L'Audi de Walter Röhrl fait jeu égal avec les Peugeot 205 de Bruno Saby et Timo Salonen, les trois pilotes se succédant au commandement, dominant les Lancia dont les pneumatiques ne s'avèrent pas parfaitement adaptés au terrain. à l'issue des quatre premières épreuves chronométrées, Saby précède Röhrl de deux secondes. Salonen, troisième, est à huit secondes de son coéquipier. Il devance d'une demi-minute Massimo Biasion, le meilleur représentant de la marque italienne. Viennent ensuite les trois autres Lancia, Dario Cerrato devançant les deux voitures officielles d'Henri Toivonen et de Markku Alén, ce dernier ayant été retardé par deux freinages manqués dans la première épreuve spéciale. Au volant de sa Ferrari privée, Massimo Ercolani a effectué un beau début de course occupant un moment la huitième place, mais un poignet droit foulé à cause d'un violent retour de volant va l'empêcher de défendre ses chances. Après avoir nettement ralenti dans le col de Ginestro, perdant plusieurs minutes, le pilote saint-marinais va renoncer, ne parvenant plus à sélectionner ses vitesses. C'est maintenant Giovanni Del Zoppo, sur la 205 engagée par Peugeot Italia, qui occupe le huitième rang. En groupe A, la lutte est très serrée entre les deux Volkswagen Golf d'usine de Jochi Kleint et de Franz Wittmann, qui surclassent nettement leurs adversaires dans la catégorie.
| Pos. | Pilote             | Copilote                | Voiture                   | Groupe | Temps       | Écart        |
| ---- | ------------------ | ----------------------- | ------------------------- | ------ | ----------- | ------------ |
| 1    | Bruno Saby         | Jean-François Fauchille | Peugeot 205 Turbo 16 Évo2 | B      | 40 min 24 s |              |
| 2    | Walter Röhrl       | Christian Geistdörfer   | Audi Sport Quattro S1     | B      | 40 min 26 s | + 2 s        |
| 3    | Timo Salonen       | Seppo Harjanne          | Peugeot 205 Turbo 16 Évo2 | B      | 40 min 32 s | + 8 s        |
| 4    | Massimo Biasion    | Tiziano Siviero         | Lancia Rally 037          | B      | 41 min 01 s | + 37 s       |
| 5    | Dario Cerrato      | Giuseppe Cerri          | Lancia Rally 037          | B      | 41 min 15 s | + 51 s       |
| 6    | Henri Toivonen     | Juha Piironen           | Lancia Rally 037          | B      | 41 min 35 s | + 1 min 11 s |
| 7    | Markku Alén        | Ilkka Kivimäki          | Lancia Rally 037          | B      | 41 min 36 s | + 1 min 12 s |
| 8    | Giovanni Del Zoppo | Elisabeta Tognana       | Peugeot 205 Turbo 16      | B      | 43 min 57 s | + 3 min 33 s |
| 9    | Werner Grissmann   | Jörg Pattermann         | Audi Quattro A2           | B      | 44 min 49 s | + 4 min 25 s |
| 10   | Massimo Ercolani   | Loris Roggia            | Ferrari 308 GTB           | B      |             |              |
| 11   | Jochi Kleint       | Werner Hohenadel        | Volkswagen Golf GTI       | A      |             |              |
| 12   | Franz Wittmann     | Matthias Feltz          | Volkswagen Golf GTI       | A      |             |              |

#### Ponsacco - Tirrenia
Dès la première épreuve sur terre, Saby est gêné par le comportement brutal de sa 205 et perd d'emblée près d'une demi-minute sur Röhrl et Salonen, qui prennent les deux premières places. Dans le secteur d'Ulignano, Salonen parvient à se rapprocher à quatre secondes de l'Audi de tête, mais un mauvais choix de pneus va lui coûter ensuite une dizaine de secondes, permettant à Röhrl de creuser l'écart. Malgré une belle performance du nouveau champion du monde dans la dernière spéciale, le pilote allemand rallie le parc fermé de Tirrenia avec un avantage de douze secondes sur son adversaire. Saby a continué à concéder beaucoup de terrain et accuse désormais une minute et demie de retard. Toujours emmenées par Biasion, les quatre Lancia sont à plus de deux minutes, Toivonen ayant rétrogradé à la septième place à cause d'un porte-moyeu mal fixé. Kleint est sorti de la route et a abandonné, et c'est maintenant Wittmann, neuvième derrière Del Zoppo, qui domine le groupe A. Au volant de sa petite Citroën Visa, Gabriele Noberasco occupe une belle dixième place.

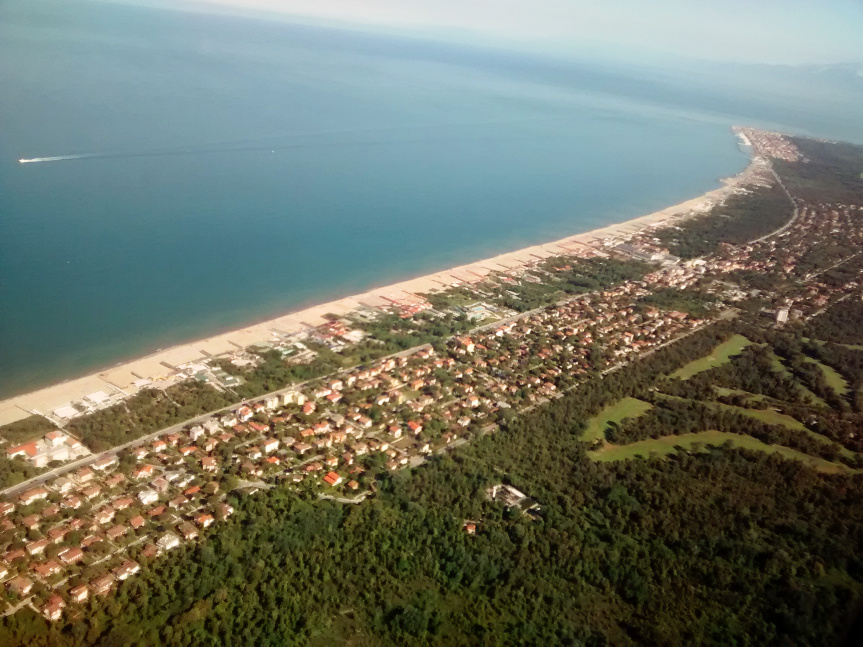
Tirrenia, terme de la première étape.

| Pos. | Pilote             | Copilote                | Voiture                   | Groupe | Temps           | Écart         |
| ---- | ------------------ | ----------------------- | ------------------------- | ------ | --------------- | ------------- |
| 1    | Walter Röhrl       | Christian Geistdörfer   | Audi Sport Quattro S1     | B      | 1 h 16 min 52 s |               |
| 2    | Timo Salonen       | Seppo Harjanne          | Peugeot 205 Turbo 16 Évo2 | B      | 1 h 17 min 04 s | + 12 s        |
| 3    | Bruno Saby         | Jean-François Fauchille | Peugeot 205 Turbo 16 Évo2 | B      | 1 h 18 min 20 s | + 1 min 28 s  |
| 4    | Massimo Biasion    | Tiziano Siviero         | Lancia Rally 037          | B      | 1 h 18 min 55 s | + 2 min 03 s  |
| 5    | Markku Alén        | Ilkka Kivimäki          | Lancia Rally 037          | B      | 1 h 19 min 07 s | + 2 min 15 s  |
| 6    | Dario Cerrato      | Giuseppe Cerri          | Lancia Rally 037          | B      | 1 h 19 min 48 s | + 2 min 56 s  |
| 7    | Henri Toivonen     | Juha Piironen           | Lancia Rally 037          | B      | 1 h 20 min 14 s | + 3 min 22 s  |
| 8    | Giovanni Del Zoppo | Elisabeta Tognana       | Peugeot 205 Turbo 16      | B      | 1 h 22 min 01 s | + 5 min 09 s  |
| 9    | Franz Wittmann     | Matthias Feltz          | Volkswagen Golf GTI       | A      | 1 h 27 min 25 s | + 10 min 33 s |
| 10   | Gabriele Noberasco | Bruno Scabini           | Citroën Visa 1000 Pistes  | B      | 1 h 28 min 26 s | + 11 min 34 s |
| 11   | Tiziano Chiti      | Arles Montenesi         | Fiat Ritmo Abarth 130 TC  | A      | 1 h 29 min 57 s | + 13 min 05 s |
| 12   | 'Tchine'           | Pierre Gandolfo         | Opel Manta 400            | B      | 1 h 30 min 57 s | + 14 min 05 s |
| 13   | Daniele Signori    | Alessandro Billiani     | Citroën Visa 1000 Pistes  | B      | 1 h 31 min 26 s | + 14 min 34 s |
| 14   | Georg Fischer      | Harald Gottlieb         | Peugeot 205 GTI 1.6       | A      | 1 h 32 min 29 s | + 15 min 37 s |
| 15   | Werner Grissmann   | Jörg Pattermann         | Audi Quattro A2           | B      | 1 h 32 min 46 s | + 15 min 54 s |

### Deuxième étape

#### Tirrenia - Casole d'Elsa
Les concurrents repartent de Tirrenia le mardi matin, à l'aube. Röhrl va se montrer impérial, remportant toutes les épreuves chronométrées jusqu'au regroupement de Casole d'Elsa. Salonen est le seul à tenter de résister mais, malgré tous ses efforts, le pilote finlandais rejoint le parc fermé avec près d'une minute de retard sur son adversaire. Son coéquipier Saby continue à perdre du terrain et, au cours de la matinée, perd sa troisième place au profit d'Alén, tous deux se trouvant relégués à environ quatre minutes de l'Audi de tête à mi-étape. Après réparation de la suspension, Toivonen a retrouvé une voiture au comportement sain et remonte progressivement ; il est désormais sixième et se rapproche de Biasion. Wittmann mène toujours confortablement le groupe A, avec près de trois minutes d'avance sur la Fiat de Tiziano Chiti, son principal adversaire dans la catégorie.

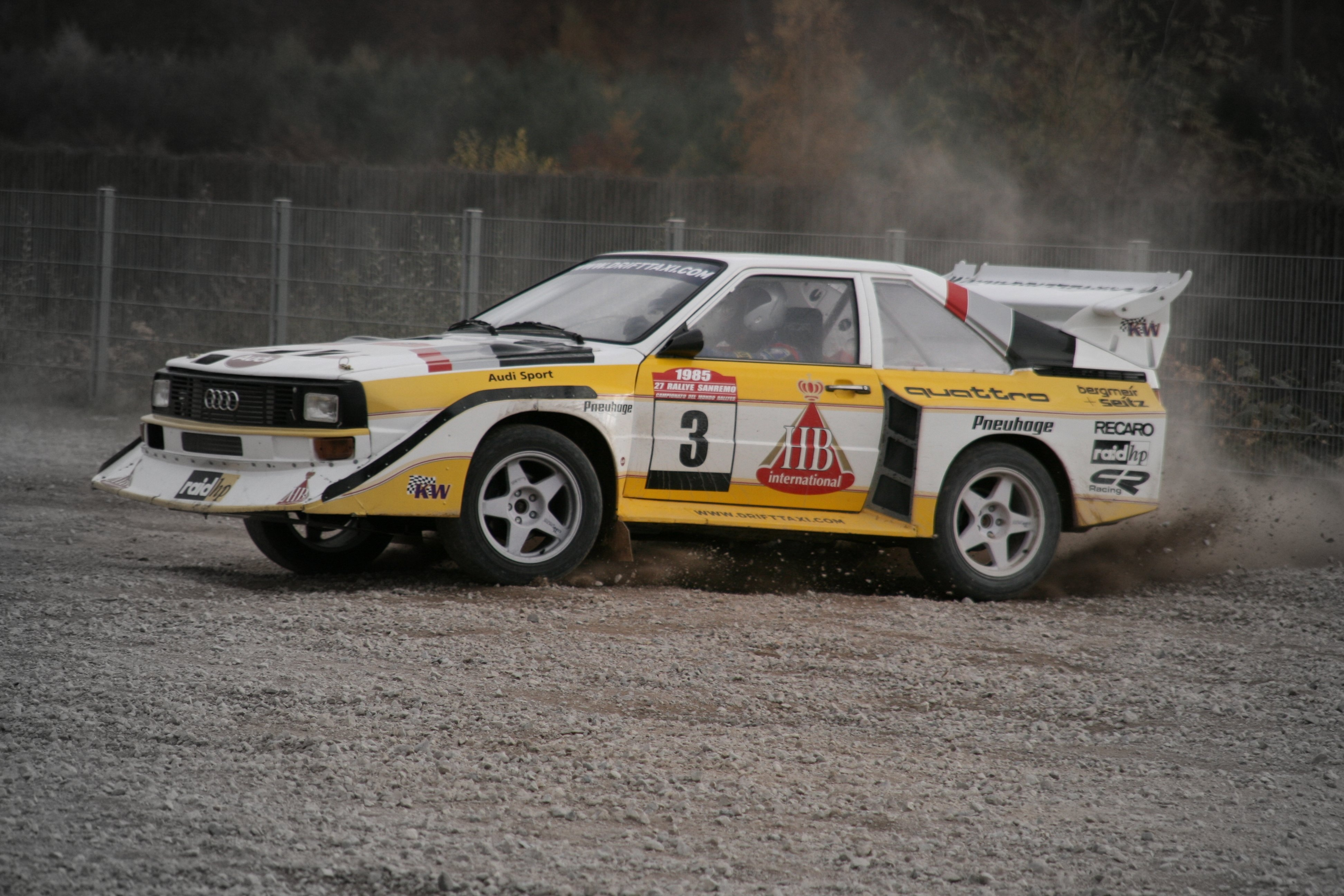
Une Audi Sport Quattro S1 semblable à celle de Walter Röhrl lors d'une manifestation historique. Après avoir remporté toutes les épreuves spéciales de la matinée, le pilote allemand possède près d'une minute d'avance sur son plus proche rival.

| Pos. | Pilote             | Copilote                | Voiture                   | Groupe | Temps           | Écart         |
| ---- | ------------------ | ----------------------- | ------------------------- | ------ | --------------- | ------------- |
| 1    | Walter Röhrl       | Christian Geistdörfer   | Audi Sport Quattro S1     | B      | 2 h 08 min 59 s |               |
| 2    | Timo Salonen       | Seppo Harjanne          | Peugeot 205 Turbo 16 Évo2 | B      | 2 h 09 min 56 s | + 57 s        |
| 3    | Markku Alén        | Ilkka Kivimäki          | Lancia Rally 037          | B      | 2 h 12 min 49 s | + 3 min 50 s  |
| 4    | Bruno Saby         | Jean-François Fauchille | Peugeot 205 Turbo 16 Évo2 | B      | 2 h 13 min 02 s | + 4 min 03 s  |
| 5    | Massimo Biasion    | Tiziano Siviero         | Lancia Rally 037          | B      | 2 h 13 min 30 s | + 4 min 31 s  |
| 6    | Henri Toivonen     | Juha Piironen           | Lancia Rally 037          | B      | 2 h 14 min 10 s | + 5 min 11 s  |
| 7    | Dario Cerrato      | Giuseppe Cerri          | Lancia Rally 037          | B      | 2 h 14 min 53 s | + 5 min 54 s  |
| 8    | Giovanni Del Zoppo | Elisabeta Tognana       | Peugeot 205 Turbo 16      | B      | 2 h 16 min 41 s | + 7 min 42 s  |
| 9    | Franz Wittmann     | Matthias Feltz          | Volkswagen Golf GTI       | A      | 2 h 27 min 57 s | + 18 min 58 s |
| 10   | Gabriele Noberasco | Bruno Scabini           | Citroën Visa 1000 Pistes  | B      | 2 h 29 min 23 s | + 20 min 24 s |
| 11   | Tiziano Chiti      | Arles Montenesi         | Fiat Ritmo Abarth 130 TC  | A      | 2 h 30 min 51 s | + 21 min 52 s |
| 12   | Werner Grissmann   | Jörg Pattermann         | Audi Quattro A2           | B      | 2 h 31 min 04 s | + 22 min 05 s |

#### Casole d'Elsa - Sienne
Röhrl continue à creuser légèrement l'écart sur Salonen au cours de l'après-midi tandis que Biasion, gêné par des problèmes de moteur, perd une bonne partie de son avance sur Toivonen. Au regroupement de Montalcino, Salonen (qui vient de réaliser le meilleur temps dans le secteur de La Sesta) n'a cependant pas perdu tout espoir de victoire, moins d'une minute et demie le séparant de l'Audi de tête. Alén, troisième, est à plus de cinq minutes. Près d'une minute derrière, Saby est sous la menace de Biasion et Toivonen. L'épreuve de Lucignano va cependant bouleverser le déroulement de la course : un décollement de la bande de roulement sur la 205 de Salonen coûte près de trois minutes au champion du monde, qui conserve cependant la deuxième place, tandis que son coéquipier Saby perd plus d'une minute sur les pilotes Lancia et rétrograde en sixième position. Röhrl rallie Sienne avec une confortable avance (plus de quatre minutes et demie) sur la première Peugeot. Toujours troisième, Alén n'est plus qu'à une minute du champion du monde ; il précède ses coéquipiers Toivonen et Biasion, au coude à coude. Viennent ensuite Saby, Cerrato, Del Zoppo et Wittmann, toujours largement en tête du groupe A. La casse d'un demi-arbre en fin de journée a mis fin à la belle prestation de Noberasco, qui tenait jusqu'alors la dixième place sur sa petite Visa. 

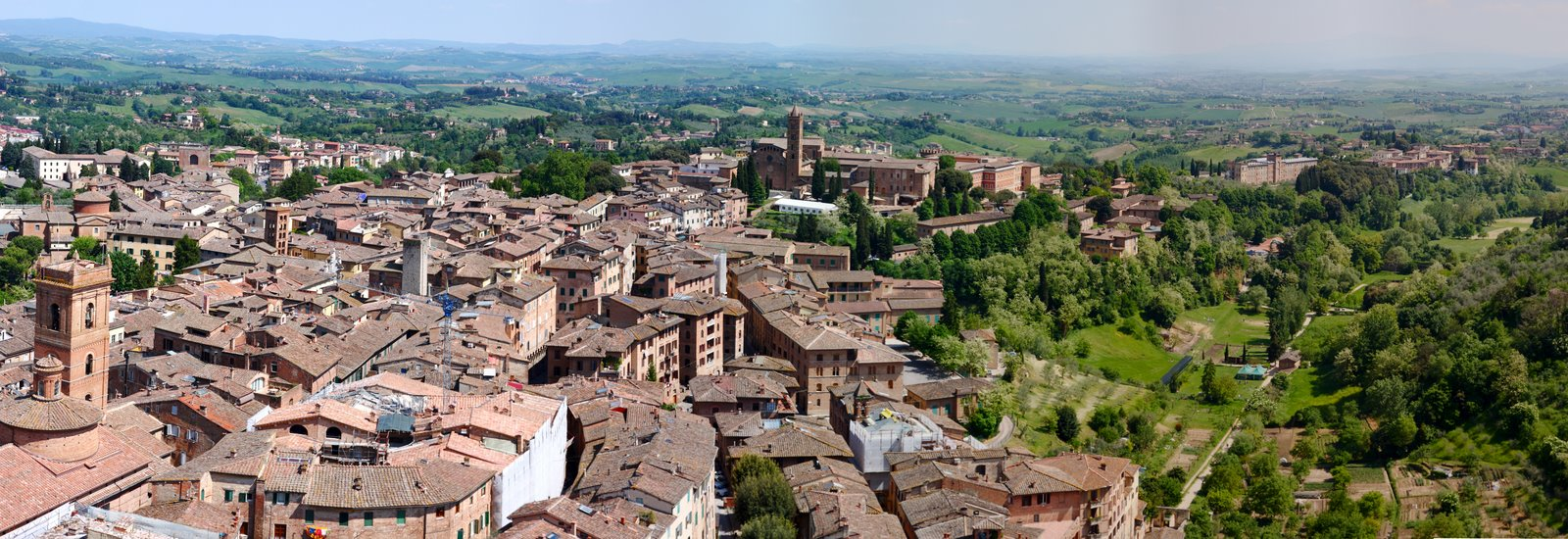
La deuxième étape s'achève à Sienne, en Toscane.

| Pos. | Pilote             | Copilote                | Voiture                   | Groupe | Temps           | Écart         |
| ---- | ------------------ | ----------------------- | ------------------------- | ------ | --------------- | ------------- |
| 1    | Walter Röhrl       | Christian Geistdörfer   | Audi Sport Quattro S1     | B      | 3 h 17 min 10 s |               |
| 2    | Timo Salonen       | Seppo Harjanne          | Peugeot 205 Turbo 16 Évo2 | B      | 3 h 21 min 46 s | + 4 min 36 s  |
| 3    | Markku Alén        | Ilkka Kivimäki          | Lancia Rally 037          | B      | 3 h 23 min 01 s | + 5 min 51 s  |
| 4    | Henri Toivonen     | Juha Piironen           | Lancia Rally 037          | B      | 3 h 24 min 32 s | + 7 min 22 s  |
| 5    | Massimo Biasion    | Tiziano Siviero         | Lancia Rally 037          | B      | 3 h 24 min 51 s | + 7 min 41 s  |
| 6    | Bruno Saby         | Jean-François Fauchille | Peugeot 205 Turbo 16 Évo2 | B      | 3 h 25 min 49 s | + 8 min 39 s  |
| 7    | Dario Cerrato      | Giuseppe Cerri          | Lancia Rally 037          | B      | 3 h 26 min 24 s | + 9 min 14 s  |
| 8    | Giovanni Del Zoppo | Elisabeta Tognana       | Peugeot 205 Turbo 16      | B      | 3 h 28 min 24 s | + 11 min 24 s |
| 9    | Franz Wittmann     | Matthias Feltz          | Volkswagen Golf GTI       | A      | 3 h 46 min 19 s | + 29 min 09 s |
| 10   | Werner Grissmann   | Jörg Pattermann         | Audi Quattro A2           | B      | 3 h 49 min 21 s | + 32 min 11 s |
| 11   | Tiziano Chiti      | Arles Montenesi         | Fiat Ritmo Abarth 130 TC  | A      | 3 h 50 min 31 s | + 33 min 21 s |
| 12   | 'Tchine'           | Pierre Gandolfo         | Opel Manta 400            | B      | 3 h 55 min 46 s | + 38 min 36 s |
| 13   | Georg Fischer      | Harald Gottlieb         | Peugeot 205 GTI 1.6       | A      | 3 h 58 min 37 s | + 41 min 27 s |
| 14   | Giovanni Recordati | Freddy Delorme          | Opel Manta 400            | B      | 4 h 00 min 26 s | + 43 min 16 s |
| 15   | Giorgio Bernocchi  | Mario Tavazza           | Opel Manta 400            | B      | 4 h 08 min 50 s | + 51 min 40 s |

### Troisième étape

#### Sienne - Monte San Savino
Le ciel est toujours dégagé lorsque les équipages repartent de Sienne, le mercredi matin. Malgré son avance, Röhrl continue à attaquer et va une nouvelle fois s'adjuger toutes les épreuves spéciales jusqu'à Monte San Savino. Salonen est maintenant à plus de cinq minutes du pilote Audi, mais il a conforté sa deuxième place, Alén étant à plus de deux minutes derrière lui. Toivonen et Biasion se disputent toujours pour la quatrième place, seulement vingt-cinq secondes les séparant. Sixième, Saby s'est maintenu devant Cerrato tandis que Wittmann, neuvième derrière Del Zoppo, assure sa position en tête du groupe A.
| Pos. | Pilote             | Copilote                | Voiture                   | Groupe | Temps           | Écart         |
| ---- | ------------------ | ----------------------- | ------------------------- | ------ | --------------- | ------------- |
| 1    | Walter Röhrl       | Christian Geistdörfer   | Audi Sport Quattro S1     | B      | 3 h 53 min 12 s |               |
| 2    | Timo Salonen       | Seppo Harjanne          | Peugeot 205 Turbo 16 Évo2 | B      | 3 h 58 min 16 s | + 5 min 04 s  |
| 3    | Markku Alén        | Ilkka Kivimäki          | Lancia Rally 037          | B      | 4 h 00 min 18 s | + 7 min 06 s  |
| 4    | Henri Toivonen     | Juha Piironen           | Lancia Rally 037          | B      | 4 h 01 min 53 s | + 8 min 41 s  |
| 5    | Massimo Biasion    | Tiziano Siviero         | Lancia Rally 037          | B      | 4 h 02 min 18 s | + 9 min 06 s  |
| 6    | Bruno Saby         | Jean-François Fauchille | Peugeot 205 Turbo 16 Évo2 | B      | 4 h 03 min 38 s | + 10 min 26 s |
| 7    | Dario Cerrato      | Giuseppe Cerri          | Lancia Rally 037          | B      | 4 h 04 min 13 s | + 11 min 01 s |
| 8    | Giovanni Del Zoppo | Elisabeta Tognana       | Peugeot 205 Turbo 16      | B      | 4 h 06 min 38 s | + 13 min 26 s |
| 9    | Franz Wittmann     | Matthias Feltz          | Volkswagen Golf GTI       | A      | 4 h 27 min 49 s | + 34 min 37 s |
| 10   | Werner Grissmann   | Jörg Pattermann         | Audi Quattro A2           | B      | 4 h 30 min 49 s | + 37 min 37 s |
| 11   | Tiziano Chiti      | Arles Montenesi         | Fiat Ritmo Abarth 130 TC  | A      | 4 h 32 min 27 s | + 39 min 15 s |
| 12   | 'Tchine'           | Pierre Gandolfo         | Opel Manta 400            | B      | 4 h 38 min 34 s | + 45 min 22 s |

#### Monte San Savino - San Remo
Röhrl et Salonen continuent à surclasser leurs adversaires au cours de l'après-midi. Sur la 205 de Saby, la barre stabilisatrice a été replacée et le pilote français se montre à nouveau performant et regagne régulièrement du terrain sur les Lancia. Le retour sur San Remo s'effectue toutefois sans changement notable, Röhrl achevant l'étape avec toujours plus de cinq minutes de marge sur Salonen et plus de huit sur Alén. Pour onze secondes, Toivonen s'est maintenu devant Biasion, Saby s'étant rapproché à moins d'une minute de l'Italien. Del Zoppo a effectué un tonneau dans le secteur de San Fedele et perdu une douzaine de minutes au total ; il conserve néanmoins la huitième position, mais très loin de Cerraro qui le précède. Dixième, Wittmann a perdu une place au profit de l'Audi de Werner Grissmann ; il conserve la tête du groupe A mais Chiti s'est rapproché à une minute et demie de lui.

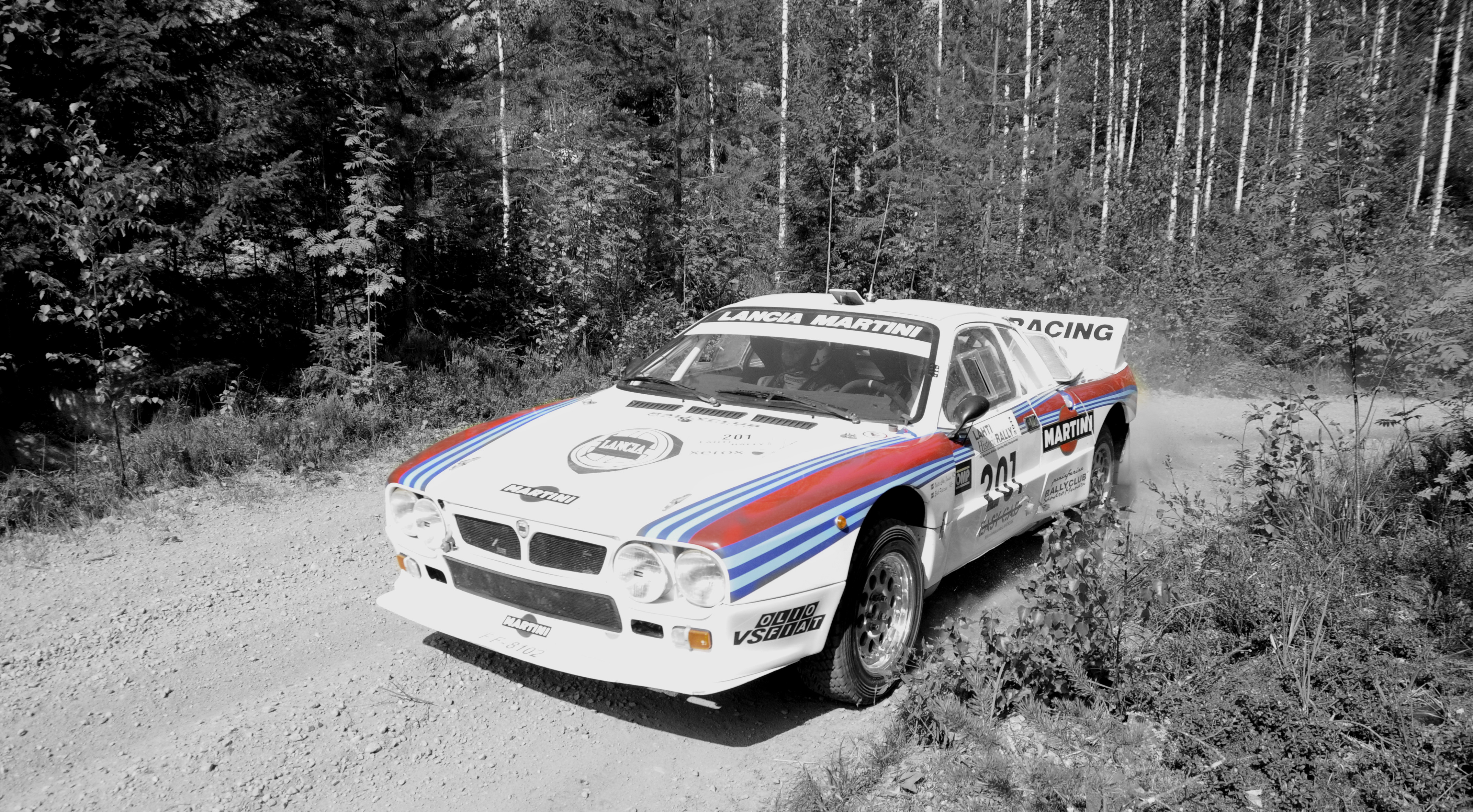
Une Lancia Rally 037 groupe B lors d'une course historique. À l'issue de la troisième étape, les voitures italiennes occupent les troisième, quatrième, cinquième et septième places.

| Pos. | Pilote             | Copilote                | Voiture                   | Groupe | Temps           | Écart             |
| ---- | ------------------ | ----------------------- | ------------------------- | ------ | --------------- | ----------------- |
| 1    | Walter Röhrl       | Christian Geistdörfer   | Audi Sport Quattro S1     | B      | 4 h 41 min 13 s |                   |
| 2    | Timo Salonen       | Seppo Harjanne          | Peugeot 205 Turbo 16 Évo2 | B      | 4 h 49 min 35 s | + 5 min 22 s      |
| 3    | Markku Alén        | Ilkka Kivimäki          | Lancia Rally 037          | B      | 4 h 52 min 55 s | + 8 min 42 s      |
| 4    | Henri Toivonen     | Juha Piironen           | Lancia Rally 037          | B      | 4 h 54 min 39 s | + 10 min 26 s     |
| 5    | Massimo Biasion    | Tiziano Siviero         | Lancia Rally 037          | B      | 4 h 54 min 47 s | + 10 min 34 s     |
| 6    | Bruno Saby         | Jean-François Fauchille | Peugeot 205 Turbo 16 Évo2 | B      | 4 h 55 min 40 s | + 11 min 27 s     |
| 7    | Dario Cerrato      | Giuseppe Cerri          | Lancia Rally 037          | B      | 4 h 56 min 52 s | + 12 min 39 s     |
| 8    | Giovanni Del Zoppo | Elisabeta Tognana       | Peugeot 205 Turbo 16      | B      | 5 h 12 min 49 s | + 28 min 36 s     |
| 9    | Werner Grissmann   | Jörg Pattermann         | Audi Quattro A2           | B      | 5 h 28 min 45 s | + 44 min 32 s     |
| 10   | Franz Wittmann     | Matthias Feltz          | Volkswagen Golf GTI       | A      | 5 h 29 min 15 s | + 45 min 02 s     |
| 11   | Tiziano Chiti      | Arles Montenesi         | Fiat Ritmo Abarth 130 TC  | A      | 5 h 30 min 44 s | + 46 min 31 s     |
| 12   | 'Tchine'           | Pierre Gandolfo         | Opel Manta 400            | B      | 5 h 38 min 27 s | + 54 min 14 s     |
| 13   | Giovanni Recordati | Freddy Delorme          | Opel Manta 400            | B      | 5 h 45 min 21 s | + 1 h 01 min 08 s |
| 14   | Georg Fischer      | Harald Gottlieb         | Peugeot 205 GTI 1.6       | A      | 5 h 51 min 38 s | + 1 h 07 min 25 s |
| 15   | Giorgio Bernocchi  | Mario Tavazza           | Opel Manta 400            | B      | 5 h 55 min 18 s | + 1 h 11 min 05 s |

### Quatrième étape
La dernière étape se déroule dans la nuit du jeudi au vendredi. Elle se court intégralement sur asphalte. À la sortie du parc fermé, le moteur de Biasion refuse de démarrer et le pilote italien va perdre beaucoup de temps avant de pouvoir s'élancer. Écopant de treize minutes de pénalité, il perd deux places au profit de Saby et Cerrato. Le premier secteur chronométré, la Ronde, est à effectuer trois fois, mais un incendie entraîne l'annulation du premier passage. Au suivant, Röhrl confirme sa supériorité sur ses adversaires, avant de lever le pied pour assurer sa victoire. Alors que Saby abandonne, joint de culasse claqué, Toivonen entame un récital ; devancé de peu par Salonen dans le dernier passage de la Ronde, il remporte ensuite toutes les épreuves spéciales, réduisant rapidement son retard sur son coéquipier Alén avant de lui prendre la troisième place peu avant l'arrivée. Ayant totalement dominé la course, Röhrl remporte son deuxième rallye Sanremo, permettant à Audi de décrocher sa première victoire de la saison devant la Peugeot 205 de Salonen. Les Lancia finissent groupées aux quatre places suivantes, Toivonen précédant Alén, Cerrato et Biasion. Chiti ayant abandonné au début de la nuit, Wittmann s'impose facilement en groupe A. Seulement trente-trois voitures ont terminé l'épreuve.

### Classements intermédiaires
Classements intermédiaires des pilotes après chaque épreuve spéciale

### Classement général

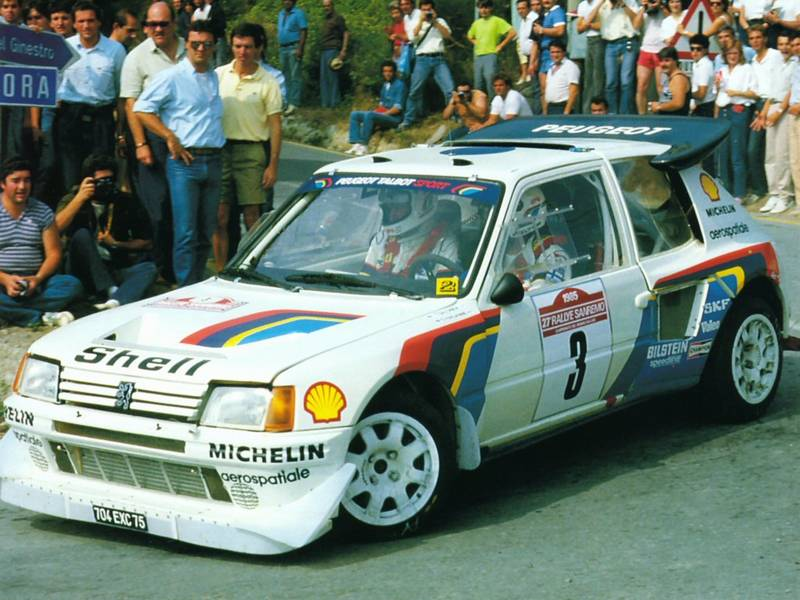
La Peugeot 205 Turbo 16 de Timo Salonen, deuxième de l'épreuve.

| Pos | No | Pilote             | Copilote              | Voiture                   | Temps           | Écart             | Groupe |
| --- | -- | ------------------ | --------------------- | ------------------------- | --------------- | ----------------- | ------ |
| 1   | 5  | Walter Röhrl       | Christian Geistdörfer | Audi Sport Quattro S1     | 7 h 10 min 10 s |                   | B      |
| 2   | 3  | Timo Salonen       | Seppo Harjanne        | Peugeot 205 Turbo 16 Évo2 | 7 h 16 min 39 s | + 6 min 29 s      | B      |
| 3   | 1  | Henri Toivonen     | Juha Piironen         | Lancia Rally 037          | 7 h 18 min 02 s | + 7 min 52 s      | B      |
| 4   | 6  | Markku Alén        | Ilkka Kivimäki        | Lancia Rally 037          | 7 h 18 min 43 s | + 8 min 33 s      | B      |
| 5   | 8  | Dario Cerrato      | Giuseppe Cerri        | Lancia Rally 037          | 7 h 25 min 35 s | + 15 min 25 s     | B      |
| 6   | 4  | Massimo Biasion    | Tiziano Siviero       | Lancia Rally 037          | 7 h 33 min 33 s | + 23 min 23 s     | B      |
| 7   | 9  | Giovanni Del Zoppo | Elisabeta Tognana     | Peugeot 205 Turbo 16      | 7 h 58 min 02 s | + 47 min 52 s     | B      |
| 8   | 26 | Werner Grissmann   | Jörg Pattermann       | Audi Quattro A2           | 8 h 15 min 16 s | + 1 h 05 min 06 s | B      |
| 9   | 14 | Franz Wittmann     | Matthias Feltz        | Volkswagen Golf GTI       | 8 h 15 min 47 s | + 1 h 05 min 37 s | A      |
| 10  | 18 | 'Tchine'           | Pierre Gandolfo       | Opel Manta 400            | 8 h 28 min 56 s | + 1 h 18 min 46 s | B      |

### Équipages de tête
- ES1 :  Timo Salonen -  Seppo Harjanne (Peugeot 205 Turbo 16 Évo2) &  Walter Röhrl -  Christian Geistdörfer (Audi Sport Quattro S1)
- ES2 :  Walter Röhrl -  Christian Geistdörfer (Audi Sport Quattro S1) &  Bruno Saby -  Jean-François Fauchille (Peugeot 205 Turbo 16 Évo2)
- ES3 :  Walter Röhrl -  Christian Geistdörfer (Audi Sport Quattro S1)
- ES4 :  Bruno Saby -  Jean-François Fauchille (Peugeot 205 Turbo 16 Évo2)
- ES5 à ES45 :  Walter Röhrl -  Christian Geistdörfer (Audi Sport Quattro S1)

### Vainqueurs d'épreuves spéciales
- Walter Röhrl -  Christian Geistdörfer (Audi Sport Quattro S1) : 29 spéciales (ES 1, 3, 5, 7, 9 à 19, 21, 23 à 29, 31 à 35, 37)
- Timo Salonen -  Seppo Harjanne (Peugeot 205 Turbo 16 Évo2) : 7 spéciales (ES 1, 3, 6, 8, 22, 30, 38)
- Henri Toivonen -  Juha Piironen (Lancia Rally 037) : 7 spéciales (ES 39 à 45)
- Bruno Saby -  Jean-François Fauchille (Peugeot 205 Turbo 16 Évo2) : 2 spéciales (ES 2, 4)

## Résultats des principaux engagés
| No | Pilote             | Copilote                | Voiture                   | Groupe | Classement général                          | Class. groupe |
| -- | ------------------ | ----------------------- | ------------------------- | ------ | ------------------------------------------- | ------------- |
| 1  | Henri Toivonen     | Juha Piironen           | Lancia Rally 037          | B      | 3e à 7 min 52 s                             | 3e            |
| 2  | Stig Blomqvist     | Björn Cederberg         | Audi Sport Quattro S1     | B      | forfait                                     | -             |
| 3  | Timo Salonen       | Seppo Harjanne          | Peugeot 205 Turbo 16 Évo2 | B      | 2e à 6 min 29 s                             | 2e            |
| 4  | Massimo Biasion    | Tiziano Siviero         | Lancia Rally 037          | B      | 6e à 23 min 23 s                            | 6e            |
| 5  | Walter Röhrl       | Christian Geistdörfer   | Audi Sport Quattro S1     | B      | 1er                                         | 1er           |
| 6  | Markku Alén        | Ilkka Kivimäki          | Lancia Rally 037          | B      | 4e à 8 min 33 s                             | 4e            |
| 7  | Bruno Saby         | Jean-François Fauchille | Peugeot 205 Turbo 16 Évo2 | B      | ab. dans la 38e spéciale (joint de culasse) | -             |
| 8  | Dario Cerrato      | Giuseppe Cerri          | Lancia Rally 037          | B      | 5e à 15 min 25 s                            | 5e            |
| 9  | Giovanni Del Zoppo | Elisabeta Tognana       | Peugeot 205 Turbo 16      | B      | 7e à 47 min 52 s                            | 7e            |
| 10 | Jochi Kleint       | Werner Hohenadel        | Volkswagen Golf GTI       | A      | ab. dans la 7e spéciale (sortie de route)   | -             |
| 11 | Massimo Ercolani   | Loris Roggia            | Ferrari 308 GTB           | B      | ab. avant la 5e spéciale (poignet foulé)    | -             |
| 12 | Gabriele Noberasco | Bruno Scabini           | Citroën Visa 1000 Pistes  | B      | ab. dans la 24e spéciale (demi-arbre)       | -             |
| 14 | Franz Wittmann     | Matthias Feltz          | Volkswagen Golf GTI       | A      | 9e à 1 h 05 min 37 s                        | 1er           |
| 15 | David Llewellin    | Phil Short              | Audi 80 Quattro           | A      | ab. dans la 5e spéciale (distributeur)      | -             |
| 18 | 'Tchine'           | Pierre Gandolfo         | Opel Manta 400            | B      | 10e à 1 h 18 min 46 s                       | 9e            |
| 19 | Carole Vergnaud    | Marie-Claude Jouan      | Citroën Visa 1000 Pistes  | B      | ab. dans la 3e spéciale (sortie de route)   | -             |
| 20 | Tiziano Chiti      | Arles Montenesi         | Fiat Ritmo Abarth 130 TC  | A      | ab. dans la 37e spéciale                    | -             |
| 23 | Daniele Signori    | Alessandro Billiani     | Citroën Visa 1000 Pistes  | B      | ab. dans la 2e étape (transmission)         | -             |
| 26 | Werner Grissmann   | Jörg Pattermann         | Audi Quattro A2           | B      | 8e à 1 h 05 min 06 s                        | 8e            |
| 27 | Giovanni Recordati | Freddy Delorme          | Opel Manta 400            | B      | 11e à 1 h 25 min 25 s                       | 10e           |
| 31 | Giorgio Bernocchi  | Mario Tavazza           | Opel Manta 400            | B      | 13e à 1 h 36 min 34 s                       | 11e           |
| 59 | Georg Fischer      | Harald Gottlieb         | Peugeot 205 GTI 1.6       | A      | 12e à 1 h 33 min 13 s                       | 2e            |

## Classements des championnats à l'issue de la course

### Constructeurs
- Attribution des points : 10, 9, 8, 7, 6, 5, 4, 3, 2, 1 respectivement aux dix premières marques de chaque épreuve, additionnés de 8, 7, 6, 5, 4, 3, 2, 1 respectivement aux huit premières de chaque groupe (seule la voiture la mieux classée de chaque constructeur marque des points). Les points de groupe ne sont attribués qu'aux concurrents ayant terminé dans les dix premiers au classement général[7].
- Seuls les huit meilleurs résultats (sur onze épreuves) sont retenus pour le décompte final des points. Peugeot doit donc décompter les six points acquis au Safari et les seize acquis au Sanremo.

| Pos. | Marque     | Points    | M-C  | SUE  | POR  | SAF   | COR  | ACR  | NZ   | ARG  | FIN  | SAN   | RAC |
| ---- | ---------- | --------- | ---- | ---- | ---- | ----- | ---- | ---- | ---- | ---- | ---- | ----- | --- |
| 1    | Peugeot    | 142 (164) | 10+8 | 10+8 | 10+8 | (4+2) | 9+7  | 10+8 | 10+8 | 10+8 | 10+8 | (9+7) |     |
| 2    | Audi       | 126       | 9+7  | 9+7  | 8+6  | -     | -    | 9+7  | 8+6  | 9+7  | 9+7  | 10+8  |     |
| 3    | Lancia     | 52        | 5+3  | -    | 9+7  | -     | -    | -    | -    | -    | 8+6  | 8+6   |     |
| 4    | Nissan     | 50        | -    | -    | 3+1  | 8+6   | -    | 7+5  | 5+3  | 7+5  | -    | -     |     |
| 5    | Renault    | 38        | 4+2  | -    | -    | -     | 10+8 | -    | -    | 6+8  | -    | -     |     |
| 6    | Toyota     | 34        | -    | -    | 2+8  | 10+8  | -    | -    | -    | -    | 4+2  | -     |     |
| 7    | Volkswagen | 29        | -    | -    | -    | -     | -    | 2+8  | -    | -    | 2+7  | 2+8   |     |
| 8    | Porsche    | 24        | -    | -    | -    | -     | 8+6  | 6+4  | -    | -    | -    | -     |     |
| 9    | Ford       | 21        | -    | -    | 5+3  | -     | -    | -    | 4+2  | 2+5  | -    | -     |     |
| 10   | Mazda      | 20        | -    | 3+3  | -    | -     | -    | 8+6  | -    | -    | -    | -     |     |
| 10=  | Subaru     | 20        | -    | -    | -    | 1+8   | -    | -    | 3+8  | -    | -    | -     |     |
| 12   | Opel       | 17        | -    | 2+2  | -    | 7+5   | -    | -    | -    | -    | -    | 1+0   |     |
| 13   | Alfa Romeo | 14        | -    | -    | -    | -     | 6+8  | -    | -    | -    | -    | -     |     |
| 14   | Chevrolet  | 9         | -    | -    | -    | -     | -    | -    | -    | 3+6  | -    | -     |     |
| 14=  | BMW        | 9         | -    | -    | -    | -     | 1+8  | -    | -    | -    | -    | -     |     |
| 16   | Talbot     | 8         | -    | -    | -    | -     | 4+4  | -    | -    | -    | -    | -     |     |
| 17   | Citroën    | 4         | 3+1  | -    | -    | -     | -    | -    | -    | -    | -    | -     |     |

### Pilotes
- Attribution des points : 20, 15, 12, 10, 8, 6, 4, 3, 2, 1 respectivement aux dix premiers de chaque épreuve.
- Seuls les sept meilleurs résultats (sur douze épreuves) sont retenus pour le décompte final des points. Timo Salonen doit donc décompter les douze points marqués en Suède et les quatre marqués au Tour de Corse.

| Pos. | Pilote           | Marque  | Points    | M-C | SUE  | POR | SAF | COR | ACR | NZ | ARG | FIN | SAN | CIV | RAC |
| ---- | ---------------- | ------- | --------- | --- | ---- | --- | --- | --- | --- | -- | --- | --- | --- | --- | --- |
| 1    | Timo Salonen     | Peugeot | 127 (143) | 12  | (12) | 20  | (4) | -   | 20  | 20 | 20  | 20  | 15  |     |     |
| 2    | Stig Blomqvist   | Audi    | 75        | 10  | 15   | 10  | -   | -   | 15  | 10 | -   | 15  | -   |     |     |
| 3    | Walter Röhrl     | Audi    | 59        | 15  | -    | 12  | -   | -   | -   | 12 | -   | -   | 20  |     |     |
| 4    | Ari Vatanen      | Peugeot | 55        | 20  | 20   | -   | -   | -   | -   | 15 | -   | -   | -   |     |     |
| 5    | Henri Toivonen   | Lancia  | 28        | 6   | -    | -   | -   | -   | -   | -  | -   | 10  | 12  |     |     |
| 6    | Bruno Saby       | Peugeot | 23        | 8   | -    | -   | -   | 15  | -   | -  | -   | -   | -   |     |     |
| 6=   | Massimo Biasion  | Lancia  | 23        | 2   | -    | 15  | -   | -   | -   | -  | -   | -   | 6   |     |     |
| 8    | Markku Alén      | Lancia  | 22        | -   | -    | -   | -   | -   | -   | -  | -   | 12  | 10  |     |     |
| 9    | Juha Kankkunen   | Toyota  | 20        | -   | -    | -   | 20  | -   | -   | -  | -   | -   | -   |     |     |
| 9=   | Jean Ragnotti    | Renault | 20        | -   | -    | -   | -   | 20  | -   | -  | -   | -   | -   |     |     |
| 9=   | Shekhar Mehta    | Nissan  | 20        | -   | -    | -   | -   | -   | 10  | -  | 10  | -   | -   |     |     |
| 12   | Björn Waldegård  | Toyota  | 19        | -   | -    | -   | 15  | -   | -   | -  | -   | 4   | -   |     |     |
| 13   | Mike Kirkland    | Nissan  | 16        | -   | -    | -   | 12  | -   | 4   | -  | -   | -   | -   |     |     |
| 14   | Wilfried Wiedner | Audi    | 15        | -   | -    | -   | -   | -   | -   | -  | 15  | -   | -   |     |     |
| 14=  | Ingvar Carlsson  | Mazda   | 15        | -   | 3    | -   | -   | -   | 12  | -  | -   | -   | -   |     |     |
| 16   | Per Eklund       | Audi    | 14        | -   | 8    | -   | -   | -   | -   | -  | -   | 6   | -   |     |     |
| 17   | Bernard Béguin   | Porsche | 12        | -   | -    | -   | -   | 12  | -   | -  | -   | -   | -   |     |     |
| 17=  | Carlos Reutemann | Peugeot | 12        | -   | -    | -   | -   | -   | -   | -  | 12  | -   | -   |     |     |
| 19   | Werner Grissmann | Audi    | 11        | -   | -    | 8   | -   | -   | -   | -  | -   | -   | 3   |     |     |
| 20   | Hannu Mikkola    | Audi    | 10        | -   | 10   | -   | -   | -   | -   | -  | -   | -   | -   |     |     |
| 20=  | Rauno Aaltonen   | Opel    | 10        | -   | -    | -   | 10  | -   | -   | -  | -   | -   | -   |     |     |
| 20=  | Billy Coleman    | Porsche | 10        | -   | -    | -   | -   | 10  | -   | -  | -   | -   | -   |     |     |